# Prosopocoilus jenkinsi
Prosopocoilus jenkinsi là một loài bọ cánh cứng trong họ Lucanidae. Loài này được Westwood mô tả khoa học năm 1848.